# Round Loaf
Il Round Loaf è un tumulo del tardo Neolitico o dell'Età del Bronzo nell'Anglezarke Moor, nelle West Pennine Moors, vicino a Chorley nel Lancashire, in Inghilterra. È considerato un monumento di importanza nazionale, per la prima volta riconosciuto nel 1954. La struttura è allineata tra la Great Hill e Pikestones. È uno dei 10.000 tumuli a ciottoli costruiti tra il tardo Neolitico e la tarda età del bronzo (2400 - 1500 a.C.). Si tratta di monumenti funerari formati da cumuli di terra o macerie che coprono sepolture singole o multiple. Qualcuno era circondato da un fossato. Alcuni si trovano in luoghi isolati, proprio come il Round Loaf, mentre altri sono raggruppati in veri e propri cimiteri. Hanno dimensioni variabili e le differenze regionali mostrano una serie di pratiche di sepoltura diverse. Il Round Loaf mostra qualche erosione sulla sua cima. Non è stato scavato. L'antico monumento comprende un tumulo ovale di 73 metri da nord a sud e 66 metri da est a ovest. È costruito con terra e piccole pietre ad un'altezza da 3,6 a 5,5 metri. Fiocchi di selce sono stati trovati sulla sommità del tumulo